# 大西洋彰
大西 洋彰（おおにし ひろあき、1984年8月18日 - ）は、日本の陸上競技中距離・長距離選手。所属は八千代工業→京都陸協（フリー）→アラタプロジェクト→京都府立乙訓高等学校職員。大西兄弟の双子の弟（兄は大西毅彦）

## 来歴
京都府京都市出身。洛北中学校、京都府立北稜高校を経て京都産業大学卒業。

### 中学・高校時代
陸上を始めるきっかけは小学校のマラソン大会で１位を取ったことから。
地元洛北中学校では双子の兄（大西毅彦）と同じく陸上部に入部するも、目立った成績を残すことなく高校へ進学。
しかし、京都府立北稜高校入学後、指導熱心な教師と出会い飛躍、陸上に対する感覚を変えられる。高校2年時には800mで近畿インターハイに出場、準決勝に進出。翌3年時には同じく近畿インターハイで決勝まで残り7位といった実績を残すも、全国インターハイ出場条件である6位を惜しくも逃す。

### 大学時代
京都産業大学入学。大学駅伝では全日本大学駅伝において2006年に主要区間である4区、翌2007年にと8区を任され2度出場。同じく出雲駅伝にも1度出場。									

### 社会人（実業団）時代
大学卒業後2008年に三重県の八千代工業入社。2010年には全日本実業団ハーフマラソンで結果を残し、米・ロックンロールマラソンに日本代表として海外派遣され出場、10位といった成績を残す。またニューイヤー駅伝には2度出場を果たす。2010年にはエース区間である４区を任され、翌2011年には重要な区間である１区を任される。入社後、駅伝初出走以来、チームが出場する他の各駅伝（地区実業団駅伝、名岐駅伝、浜名湖駅伝など）では一度もメンバーから外れることなく１２回連続で各駅伝出場。
2013年3月八千代工業を退社。その後フリーとして活動。2014年2月にはアラタプロジェクトのサポートによりおきなわマラソンに出場。フルマラソンの備えた練習を十分に出来ない中での挑戦となったが2時間26分36秒で3位の実績を残す。さらに翌2015年にもアラタプロジェクトのサポートによりおきなわマラソンに出場、4位の結果を残す。
その成績を評価され、2015年5月に正式にアラタプロジェクトと契約、所属ランナーとなる。
その年の8月にはアラタプロジェクトとして第68回十和田八幡平駅伝競走全国大会に監督兼選手として出場。藤原新選手が1区を務める中、5区のアンカーを務めた。
2016年4月より京都府立乙訓高等学校に職員として勤務、陸上部中長距離コーチを務める。

## 自己記録
- 5000m　14分09秒06（2009年)
- 10000m 29分14秒84（2010年)
- ハーフマラソン　1時間03分10秒（2010年）
- マラソン　2時間26分36秒（2014年）

## 主な成績
| 年月          | 大会                     | 順位 | 記録          | 備考 |
| ------------- | ------------------------ | ---- | ------------- | ---- |
| 2009年3月     | 京都シティハーフマラソン | 8位  | 1時間03分50秒 |      |
| 2013年2月     | 千葉国際クロスカントリー | 8位  | 12分02秒      |      |
| 2014年2月16日 | おきなわマラソン         | 3位  | 2時間26分36秒 |      |
| 2014年9月6日  | 近畿陸上選手権1500m      | 優勝 | 3分56秒46     |      |
| 2015年2月15日 | おきなわマラソン         | 4位  | 2時間33分17秒 |      |
| 2015年8月29日 | 近畿陸上選手権1500m      | 3位  | 3分56秒21     |      |